# Lecania boraceae
Lecania boraceae är en tvåvingeart som beskrevs av Carrera 1958. Lecania boraceae ingår i släktet Lecania och familjen rovflugor. Inga underarter finns listade i Catalogue of Life.